# Experiments in the Revival of Organisms
Experiments in the Revival of Organisms (Russisch: Эксперименты по оживлению организма) is een Russische film uit 1940 die de ontwikkelingen vertoont in het onderzoek naar het opwekken van dode organismen.
Ook een primitieve vorm van een hart-longmachine, de autojektor, komt in de film aan bod. De Britse geneticus en bioloog J.B.S. Haldane introduceerde de film, fysioloog Walter Bradford Cannon sprak de voice-over in. De operaties vielen onder de verantwoordelijkheid van Sergej Brjoechonenko, die ook het scenario heeft geschreven.

## Synopsis

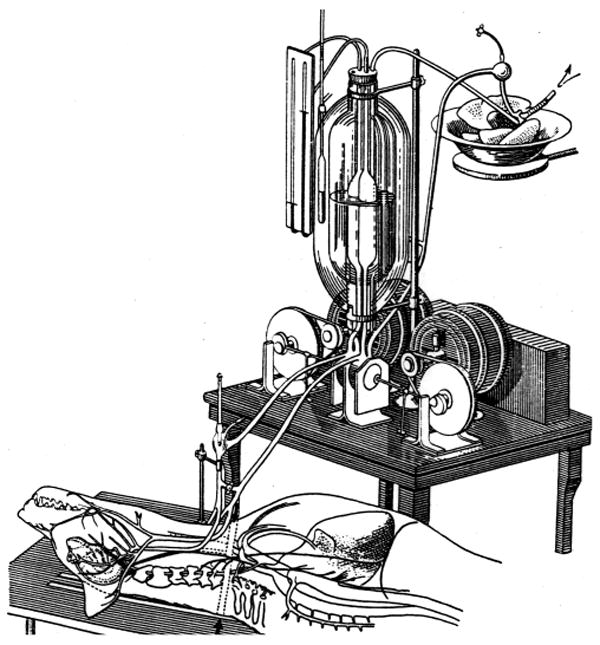
Schematische weergave van de autojektor

Na de intro wordt een kloppend hart van een hond uit het lichaam getoond. Dit hart is met vier buizen verbonden met een machine. Vervolgens wordt een long getoond dat zuurstofrijk bloed aangevoerd krijgt middels een blaasbalg. Dan volgt een lange scène met daarin de werking van de autojektor, een primitieve vorm van een hart-longmachine. Deze machine bestaat uit een aantal lineaire membraan pompen en een unit met zuurstof. De machine voorziet de kop van de hond van zuurstofrijk bloed. Het hoofd reageert vervolgens op prikkels van buitenaf. De kop reageert hier op, maar er worden geen arteriële en veneuze connecties naar de kop getoond. Tot slot wordt de hond klinisch dood gemaakt, wat wordt weergeven middels een uiteindelijk horizontaal lopende lijn van hart- en longactiviteit. Nadat al het bloed uit het lichaam van de levenloze hond weggepompt is, wordt deze tien minuten in deze positie achtergelaten. Het lichaam wordt vervolgens op de machine aangesloten, waarna na een aantal minuten het hart weer klopt en vervolgens in een normaal ritme verder klopt. Nadat ook de ademhaling normaal verloopt, wordt de machine verwijderd en de hond leeft gezond verder.

## Verwijzingen in populaire cultuur
- De muziekvideo voor de single All Nightmare Long van heavymetalband Metallica is deels gebaseerd op deze documentaire. In de video brengen Russische wetenschappers een dode kat terug tot leven.
- De Amerikaanse indie-rockband Postcards from Uncanny Valley maakte in 2010 in de single Cold Fish gebruik van een audio sample uit de film.
- De productietitel van de single Life Time Achievements Award van Lemon Demon heette Experiments in the Revival, wat gebaseerd is op de titel van deze documentaire.